# A Mézga család epizódjainak listája
Ez a lista a Mézga család, az egyik legnépszerűbb magyar televíziós rajzfilmsorozat epizódlistáira mutató linkeket sorolja fel.

## Mézga család és az ámítógép (2005)
A sorozatnak csak két epizódja készült el, és sosem vetítették le televízióban.
Az első részt 2005. június 3-án vetítették le a Filmmúzeum Zenebisztró elnevezésű programsorozatának keretében a budapesti Merlin Színházban.
Az elkészült első epizód végül 2017. május 17-én, a második május 24-én jelent meg a KEDD Animációs Stúdió YouTube-csatornáján. Azóta törölve lett.
| Sor. | Év. | Cím                                          | Premier                                                    |
| ---- | --- | -------------------------------------------- | ---------------------------------------------------------- |
| 40.  | 1.  | Mézgáék a technikával ismerkednek (A kezdet) | 2005. június 3. (Merlin Színház) 2017. május 17. (YouTube) |
| 41.  | 2.  | Végy egy gépet                               | 2017. május 24. (YouTube)                                  |